# Ânimo Grande (corveta)
O Ânimo Grande foi um navio de guerra do tipo corveta que serviu a Armada Imperial Brasileira no início da formação do Império do Brasil. Anteriormente uma charrua portuguesa, a corveta foi incorporada a armada brasileira durante a Independência do Brasil. No dia 25 de agosto de 1824, o Ânimo Grande zarpou para o Recife, à época comandado pelo Chefe-de-Divisão David Jewet, atracando em 10 de setembro. Em janeiro de 1829 foi incorporado a Divisão Naval do Leste, atuando como navio capitânia, sob o comando do Capitão-de-Fragata Bartolomeu Hayden, no porto angolano de Cabinda, com o objetivo de combater o tráfico negreiro. No ano de 1834 servia como prisão.